# Insisto
«Insisto» es una canción y sencillo del grupo musical de Argentina Ciro y los Persas, perteneciente a su álbum de estudio debut titulado Espejos del año 2010. Fue lanzada como corte de difusión el 11 de marzo de 2011. La canción fue n° 1 en el Top 40 de Argentina. Es una de las canciones más conocidas del grupo musical, llegando a ser un éxito internacional.
La canción hace referencia a cuatro canciones del grupo musical de Argentina Los Piojos, las cuales son «Y qué más», «Gris», «Te diría» y «Qué decís».

## Video musical
El video musical de la canción cuenta con más de 90 millones de reproducciones en la plataforma de YouTube.

## Formación
- Andrés Ciro Martínez: Voz.
- Joao Marcos Cezar Bastos: Bajo.
- Juan Manuel Gigena Ábalos: Guitarra eléctrica.
- Juan José Gaspari: Guitarra eléctrica
- Julián Isod: Batería.